# 交通革命
歴史において、交通革命（こうつうめいかくめい）とは、社会において交通網が発達すると同時に人の移動や物の流通が盛んとなり、これにより社会が発展するという形で社会が大きく変化をするということ、およびその時期。
交通革命が発達することとなった要因としては、科学技術の発達により新たな交通手段が生まれ、このことにより、従来の交通手段と比較したならば、一度に大量の物資を、短時間で、より安全に輸送することができるようになった、などといった事柄が存在する。
他には企業家が汽船や鉄道などといった交通を業務とする企業（運輸業）を設立し、その企業が多くの人々の需要に叶っていた（新たな市場を生み出した）という形で成功をしたということが社会の発展に寄与をしたなどといった事柄が存在する。